# Demócratas de Dinamarca
Los Demócratas de Dinamarca (danés: Danmarksdemokraterne), oficialmente Danmarksdemokraterne - Inger Støjberg, es un partido político danés fundado en junio de 2022 por Inger Støjberg. Actualmente cuenta con 14 escaños en el Folketing, el parlamento danés, y es la quinta fuerza política de Dinamarca tras las pasadas elecciones.

## Historia
El partido fue fundado en junio de 2022 por Inger Støjberg, quien se desempeñó de diversas formas como ministra de inmigración, vivienda e igualdad de género en el Folketing de Venstre antes de ser acusada de mala conducta en el cargo después de separar familias en centros de inmigrantes y acusada de deslealtad dentro de su partido. Según Støjberg, su nuevo movimiento sería un partido de derecha con una estricta política de inmigración, pero en el momento de su fundación no había una plataforma de partido real. En julio, el partido se registró formalmente.
Ese mismo mes, los miembros del Folketing Peter Skaarup, Jens Henrik Thulesen Dahl, Bent Bøgsted y Hans Kristian Skibby anunciaron que deseaban unirse a los Demócratas de Dinamarca. Estos cuatro fueron elegidos originalmente para el Folketing del Partido Popular Danés, pero desde entonces se han independizado. Skaarup fue admitido como miembro el 28 de julio de 2022, dando al partido su primer escaño en el Folketing.

## Plataforma y políticas
En la entrevista en la que Støjberg anunció su dirección del partido, afirmó: "Creo que lo que falta es un partido borgerlig (conservador, no socialista) que cuide los intereses de la mayoría de la gente. Y que tenga un visión clara de todo lo que sucede fuera de Copenhague. Creo que las líneas de conexión entre Copenhague y el resto de Dinamarca se están debilitando". También afirmó que uno de los principales enfoques del partido sería revisar la política de inmigración de Dinamarca.
Los comentaristas de los medios han descrito que el partido deriva su nombre e ideas políticas del vecino Demócratas de Suecia . El periodista Theodoros Benakis opinó que el partido es populista de derecha, antiinmigración y euroescéptico en sus creencias.
En su sitio web y su informe de política inicial, el partido busca mejorar las condiciones de las personas mayores, los jóvenes y las pequeñas y medianas empresas. También tiene como objetivo combatir lo que describe como la burocracia autoritaria de la Unión Europea en Dinamarca, y quiere descentralizar aún más el poder a regiones fuera de la capital. También quiere aumentar la financiación de la policía y pide políticas obligatorias para que los inmigrantes se adapten a la cultura danesa.

## Resultados electorales
| Elección | Votos        | Votos | Escaños | Escaños | Resultado |
| Elección | N°           | %     | N°      | +/-     | Resultado |
| -------- | ------------ | ----- | ------- | ------- | --------- |
| 2022     | 285.614 (#5) | 8,08  | 14/179  |         | Oposición |